# Xã Owego, Quận Livingston, Illinois
Xã Owego (tiếng Anh: Owego Township) là một xã thuộc quận Livingston, tiểu bang Illinois, Hoa Kỳ. Năm 2010, dân số của xã này là 328 người.